# Topsy Jane
Topsy Jane, née le 2 décembre 1938 et morte le 4 janvier 2014, est une actrice britannique des années 1960. Elle a joué dans La Solitude du coureur de fond (1962) ; elle avait été auditionnée pour incarner Liz (rôle finalement interprété par Julie Christie) dans le film Billy le menteur en 1963, mais a été contrainte de se retirer en raison de problèmes de schizophrénie,,,.